# Paul Speiser (Jurist)

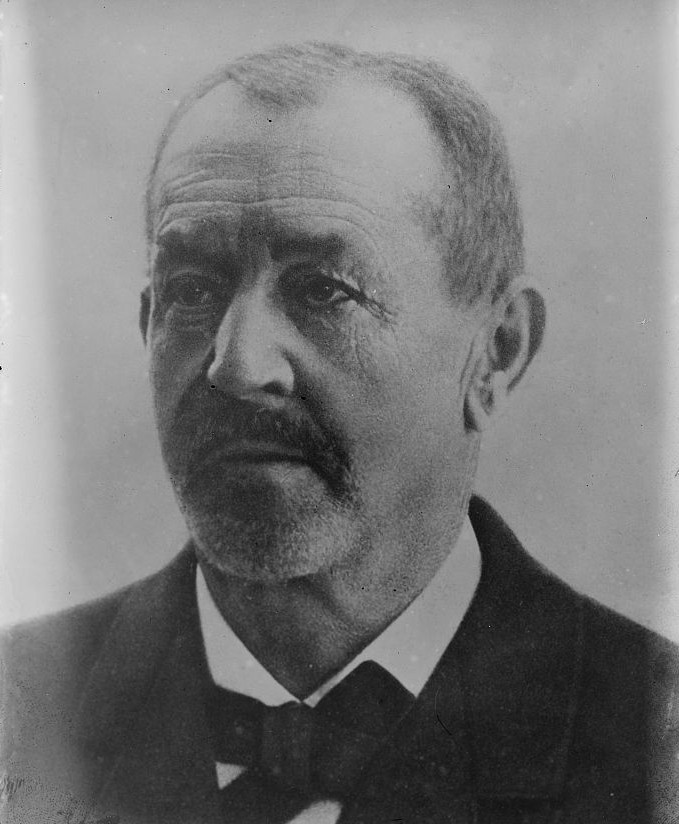
Paul Speiser (1903)

Paul Speiser (* 16. Oktober 1846 in Basel; † 9. Oktober 1935 ebenda; heimatberechtigt ebenda) war ein Schweizer Jurist und Politiker. Er war Mitglied des Basler Grossrats und vertrat den Kanton Basel-Stadt im Nationalrat.

## Biografie

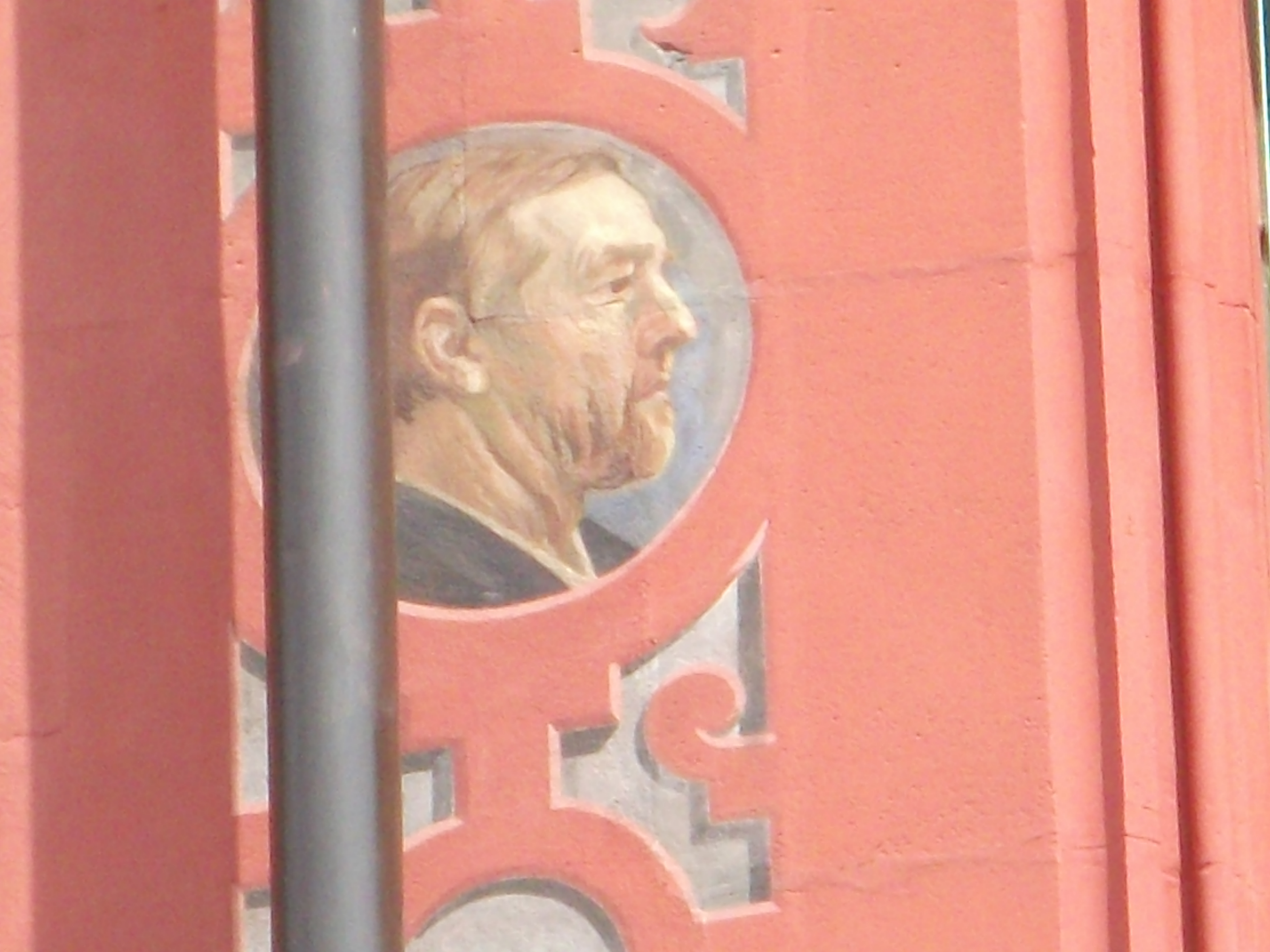
Paul Speiser. Medaillon mit Speisers Porträt auf der Façade des Rathauses von Basel.

Paul Speiser war der Sohn des Basler Bankiers Johann Jakob Speiser. Er studierte ab 1864 Jura in Basel, Göttingen, Berlin und Bonn und schloss 1868 mit der Promotion ab. Im Jahr 1870 wurde er Notar und eröffnete nach Aufenthalten in Le Havre und London 1872 seine eigene Advokatur.
An der Universität Basel wurde er 1873 Privatdozent, 1876–1891 ausserordentlicher Professor, 1891–1895 ordentlicher Professor für Handels- und Steuerrecht. 1898–1918 war er Dozent an der Universität Basel. Er vertrat dort insbesondere die Fächer des Handels- und Wechselrechtes, später des Steuerrechtes. Speiser sah sich selber weniger als Gelehrten, sondern als «wissenschaftlich gebildeten Praktiker». Zwischen 1875 und 1878 war Speiser Präsident des Zivilgerichts, und dann von 1904 bis 1907 Appellationsrichter.
Speiser war politisch in Basel und auf nationaler Ebene tätig: 1873–1878 war er liberaler Basler Grossrat, 1878–1884, 1886–1902 und 1907–1914 Regierungsrat (ab 1878 Erziehung, 1884 Justiz, ab 1886 Finanzen). Er war Mitglied des Nationalrats 1889–1896, 1902–1911 und 1915–1919 sowie Präsident des Nationalrats von 1907–1908. Er war Mitglied der liberaldemokratischen Fraktion, 1897 Bundesratskandidat, Mitglied der Kommission für das ZGB, für die Bundesverwaltungsreform 1895 und das Kriegssteuergesetz 1915. Im Jahr 1897 kandidierte er ohne Erfolg als Bundesrat.
Speiser war ausserdem bundesrätlicher Finanz und Rechtsberater, so für den Gotthardvertrag 1913, Delegierter an den Kongressen für internationales See- und Wechselrecht in Antwerpen 1885 und Brüssel 1888. In Basel erreichte er durch gelungene Steuergesetzgebung die Sanierung des Staatshaushaltes. Er war massgeblich beteiligt am Schulgesetz von 1880. In der Zeit des Kulturkampfes setzte sich Speiser 1881, obwohl protestantischer Konservativer, für das Weiterbestehen der katholischen Schule in Basel ein, deren Abschaffung von der Partei der «Radikalen» gefordert wurde.
Wie schon sein Vater Johann Jakob Speiser trat er für die Verstaatlichung der Eisenbahn ein. Dieses Ziel konnte er als Präsident der Subkommission für den Rückkauf der Eisenbahnen auch umsetzen. Bei der Ausarbeitung eines neuen Universitätsgesetzes für Basel verteidigte er die Selbstverwaltungsrechte der Universität mit Hinweis auf die zu dieser Zeit in Deutschland betriebene «Gleichschaltung».
Er war Autor zahlreicher Artikel in der «Zeitschrift für Schweizerisches Recht». Er erhielt 1914 den Titel Dr. phil. h. c. der Universität Basel.

## Privatleben

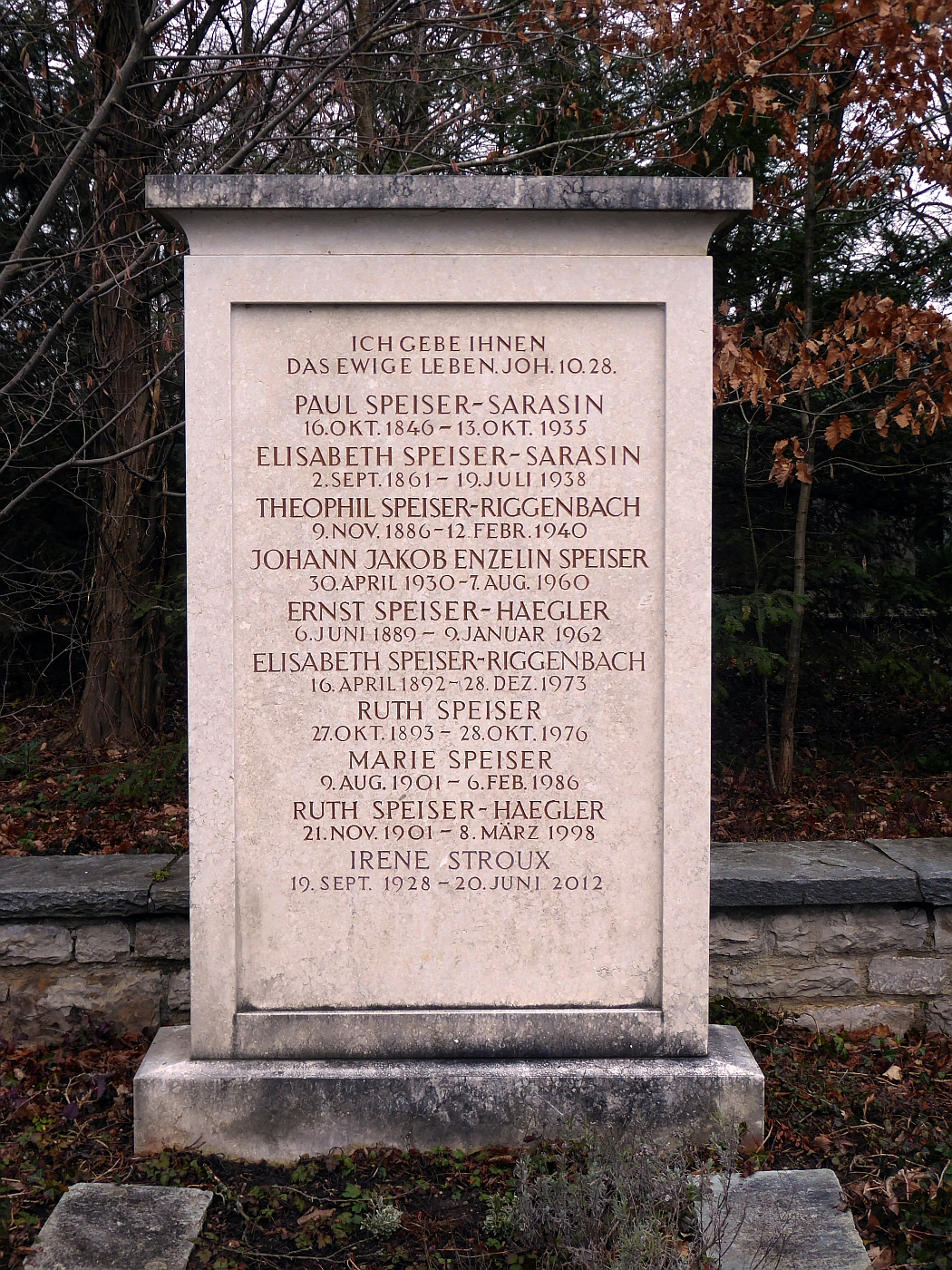
Grab auf dem Friedhof am Hörnli, Riehen, Basel-Stadt

Speiser heiratete 1873 Salome Sophie Sarasin und, nach ihrem frühzeitigen Tod, 1884 Elisabeth Sarasin, beide Töchter des Karl Sarasin aus Basel. Zu seinen Kindern gehören der Ethnologe Felix Speiser, der Mathematiker Andreas Speiser, der Politiker Ernst Speiser und die Pfarrerin Marie Speiser.

## Schriften (Auswahl)
- Erinnerungen aus meiner öffentlichen Tätigkeit von 1875–1919. Frobenius, Basel 1935.